# Éditions du Camion blanc
 (juillet 2013).
Camion blanc (Editions), fondées par Sébastien Raizer et Fabrice Revolon en 1992, est une maison d'édition spécialisée dans la musique, dont le slogan est « L'éditeur qui véhicule le rock ! ». Le siège social de l'entreprise est situé à Rosières-en-Haye en Meurthe-et-Moselle.

## Historique
Le premier titre de l'éditeur, publié avec un tirage confidentiel, est consacré à Joy Division : Joy Division, Lumière et Ténèbres, de Sébastien Raizer, en septembre 1992.
Parmi plus de 400 titres publiés depuis vingt ans,, on trouve des biographies consacrées à de nombreux artistes et groupes de rock, de tous courants et styles, ainsi que des ouvrages de fond sur le rock progressif, le rock psychédélique  ou le metal, dont certains approchent les 1000 pages. 
Les éditions du Camion blanc publient aussi bien des auteurs francophones (Sébastien Raizer, Jérôme Alberola, Jean-Philippe Ury-Petesh, Nicolas Bénard, Guy Delhasse, Étienne Éthaire), des travaux universitaires (mémoires ou thèses) que des traductions d'ouvrages en anglais.
Depuis 2006, la collection « Camion noir » est consacrée aux documentaires sur les cultures et sous-cultures extrêmes.